# تهیه‌کننده تلویزیونی
تهیه‌کننده تلویزیونی نقش اولیهٔ کنترل تمام جنبه‌های تولید را به عهده دارد، از ایده اولیه برنامهٔ تلویزیونی گرفته تا استخدام بازیگر و نظارت بر فیلم‌برداری و نظارت بر درستی مطالب محتوای برنامه. اغلب تهیه‌کننده است که مسئول کیفیت برنامه محسوب می‌شود و بقا و دوام برنامه تلویزیونی به کار او بستگی دارد، البته نقش تهیه‌کننده از یک برنامه به برنامه دیگر، یا از یک سازمان به سازمان دیگر، فرق می‌کند و کم و زیاد می‌شود.
بعضی از تهیه‌کننده‌ها بیشتر نقش اجرایی، یا مدیر عامل، را به عهده می‌گیرند. این عده فکر برنامه‌های جدید را می‌پرورانند و آن را متناسب با شبکهٔ خاص تنظیم می‌کنند. بعد از آن که شبکه مورد نظر ایده آن‌ها را پذیرفت، آن‌ها متمرکز می‌شوند بر جنبه‌های اقتصادی کار، مثل بودجه‌ریزی و قرارداد. سایر تهیه‌کنندگان با کار روزمره تولید درگیر می‌شوند، و در کارهایی مثل نوشتن فیلم‌نامه، طراحی صحنه، انتخاب بازیگر، و حتی کارگردانی هم شرکت می‌کنند.

## جایگاه تهیه‌کننده
«در تلویزیون تهیه‌کننده نفر اصلی است… تهیه‌کننده از ابتدا تا پایان با کار درگیر است. برخلاف مدیران شبکه که می‌آیند و می‌روند، یا بازیگران، کارگردانان و نویسندگانی که در برنامه، خودی نشان می‌دهند و تا پروژه بعدی خبری از آن‌ها نیست، ذوق و سلیقه و استعداد تهیه‌کننده و ذهن و زمینه‌ای که از سر گذرانده‌است، محصول نهایی را مهر می‌زند.»